# كوربن بلو
كوربن بلو رايفرز (بالإنجليزية: Corbin Bleu Reivers) المعروف بـ (كوربن بلو) (وُلد في 21 فبراير 1989، بروكلين نيويورك، الولايات المتحدة الأمريكية) ، مغني وكاتب أغاني وممثل وراقص وعارض أزياء ومنتج أفلام وممثل مسرحي أمريكي، والذي حاز بثلاثة جوائز إيمي.
أدى الدور الرئيسي في فيلم الإثارة أمسك هذا الولد من إنتاج شركة «تونتيث سينتشوري فوكس» في عام 2004. وعُرف بتأديته لدور (تشاد دانفورث) في سلسلة الأفلام الغنائية «هاي سكول ميوزيكال» التي قدمتها قناة ديزني، والذي حاز على جائزة إيمي ونال شعبية هائلة بين أفلام قناة ديزني، ومشاركته في مسلسل قناة ديسكفري كيدز التلفزيوني سقوط الرحلة 29، وقيامه بالتمثيل في فيلم قناة ديزني جامب إن!. كما ظهر كضيف شرف في بعض حلقات المسلسل التلفزيوني هانا مونتانا. وفي خريف 2009، أدى الدور الرئيسي في فيلم النمط الحر. وقيامه بالتمثيل في فيلم الرعب ممرضة ثري دي من إنتاج شركة «يونزجيت» في عام 2014.
كما بدأ حياته المهنية كمُغني، بإصداره ألبومه جانب آخر في 1 مايو 2007، والذي احتل المرتبة 36 على قائمة أفضل الألبومات في الولايات المتحدة (بيلبورد 200)، وبيع منه 18,000 نسخة في أسبوعه الأول ، كما أَطلق ألبومه الثاني سرعة الضوء في 10 مارس 2009 في الولايات المتحدة.
وفي مجال المسرح، أدى في عام 2010 على المسرح الموسيقي في برودواي، مسرحية في المرتفعات والذي حاز على جائزة غرامي. وفي شهر مارس في عام 2011 أُستضاف كوربن في برنامج اكس فاكتور الأمريكية. وفي شهر أبريل من عام 2012 ، قام كوربن بلو بدور البطولة في مسرحية برودواي الموسيقية "(بالإنجليزية: Godspell)". وفي 4 سبتمبر 2013، أنضم كوربن في موسم السابع عشر من برنامج المسابقات الأمريكية رقص النجوم. وفي مايو 2015، قام كوربن بتقديم برنامج المسابقات Fake Off، على قناة «ترو تي في».

## نشأته والتعليم
وُلد كوربن بلو في بروكلين (نيويورك) لأسرة تتكون من أب ممثل أمريكي-جامايكي يُدعى ديفيد رايفرز  وأم محامية أمريكية-إيطالية تُدعى (مارثا إليزابيث رايفرز) ، وثلاثة شقيقات فينيكس وجاغ وهنتر رايفرز. في طفولته، درس كوربن الرقص لسنوات، مع التركيز على الباليه والجاز، وتخرج من مدرسة مقاطعة لوس أنجلوس العليا للفنون.
تدرب بلو على الرقص ، ومن ثم أصبح واحد من أوائل طلاب «أكاديمية ديبي ألن للرقص»؛ بعد ذلك تخصص في المسرح ليسير على خطى والدته، التي درست في مدرسة نيويورك العليا الشهيرة للفنون الأدائية. كوالده، ظهر كوربن بلو في الإعلانات التلفزيونية ابتداءً من سن الثانية، ليُعلن عن منتجات مثل حبوب لايف وشكولاتة باونتي وشكولاتة هاسبرو ونابيسكو. في ذلك الوقت، اكتشف حُبه للرقص عندما بدأ يأخذ دروس الباليه والجاز، حيث كان الولد الوحيد في صفه.
وفي عمر الرابعة، شارك كعارض في وكالة فورد لعروض الأزياء في نيويورك. وقد ظهر في الإعلانات المطبوعة لمحلات مثل ماسي ومحلات غاب ومجلة الهدف وتويز آر أس ، وأصبح وجهًا مألوفًا في مجلات أزياء الأطفال والأسرة، كما وُضعت صورته على بعض الألعاب. وفي سن السادسة، ظهر كوربن في أول أدواره الاحترافية المسرحية على خشبة مسرح برودواي، ولعب فيها دور طفل مشرد وأبكم في مسرحية «مات القزم تيم».

## مشواره الفني

### بداية عمله
في عام 1996، انتقلت عائلته إلى لوس أنجلوس وسرعان ما اكتسب دورًا على مسلسل «حادثة كبرى»، وظهر كنجم ضيف في سلسلة «إي آر» أمام جورج كلوني في 1996. قام بلو بتمثيل دور «ماثيو» في مسلسل «مالكولم وإيدي» في عام 1998 ، ودور «نيك إلديربي» في فيلم «قم بتأميني: قصة حقيقية عن أسرة في مكتب التحقيقات الفيدرالي».
كما كانت له أدوار صغيرة في أفلام «الجندي» مع كيرت راسل، و«شجرة العائلة» مع أندرو لورانس و«الرجال الغامضون» مع بن ستيلر وويليام ماسي وغريغ كينير و«البحث في المجرة» مع تيم ألين وسيغورني ويفر وآلان ريكمان، و«برنامج أماندا شو» مع أماندا بينز ودريك بيل.

### 2005-2003
في صيف 2003، مثل بلو في المسرحية المدرسية «بيبي بلوز». في عامه الأول في أكادمية ديبي ألن للرقص ، أدى كوربن أول أدوار البطولة في فيلم روائي طويل عام 2004 في فيلم أمسك هذا الولد أمام كريستين ستيوارت وماكس ثيريوت. وفي سنته الثانية، لعب دور «رين» وهو أحد الأدوار الرئيسية في مسرحية «الطليقة» الموسيقية، ودور «سوني» في مسرحية «غريس» الموسيقية، وقد تم تكريم كوربن هذا العام بمنحه جائزة طالب المسرح لهذا العام. وفي صيف 2004، أصبح كوربن جزءاً من فريق التمثيل للمسلسل التلفزيوني الجديد للأطفال «سقوط الرحلة 29» بدور «ناثان ماكهيو» ، وهو مسلسل درامي عن مجموعة من المراهقين الذين تقطعت بهم السبل على جزيرة مهجورة بعد حادث تحطم طائرة، وموقع التصوير كان في هاواي في جزيرة أواهو وهو من إنتاج قناة ديسكفري للأطفال. كما كان له دور صغير باسم «سبنسر» في مسلسل «دليل نيد المدرسي غير المصنف للبقاء»، أول ظهور له كان في حلقة بعنوان دليل: اللعب في المدرسة«و» دليل: الثأر والسجلات المدرسية.

### 2009-2006
وفي أعوام 2006 و2007 و2008، لعب بلو دور «تشاد دانفورث» في سلسلة أفلام ديزني الشهيرة «هاي سكول ميوزيكال» أمام فانيسا هادجنز وآشلي تيسدال وزاك إيفرون ولوكاس غرابيل ومونيك كولمان، والذي حاز على جائزة إيمي وعلى شعبية هائلة بين أفلام قناة ديزني الأصلية. في تلك السلسلة، لعب بلو دور لاعب كرة السلة تشاد دانفورث، زميل الشخصية الرئيسية «تروي بولتون» (زاك إيفرون). وفي عام 2007، ظهر بشخصيته الحقيقية في «موكب ميسي لعيد الشكر». وظهر كضيف شرف في عدة حلقات في المسلسل التلفزيوني هانا مونتانا، حيث لعب دور «جوني كولينز» أمام مايلي سايرس وإميلي أوسمنت وميتشل موسو مع مويسيس أرياس وراي رومانو. كان فيلم كوربن بلو التالي، جامب إن! الذي شارك في بطولته مع الممثلة ومغنية الريثم والبلوز كيكي بالمر، فضلاً عن والده ديفيد رايفرز لأول مرة في 12 يناير 2007، وقد أصبح منذ ذلك الحين واحدًا من أفلام قناة ديزني الأصلية الأعلى تصنيفًا، وظهر في عام 2008 في «برنامج تايرا بانكس». بلو ظهر أيضًا في دورة «ألعاب قناة ديزني» كقائد للفريق الأزرق. ودور «جراند مارشال» في الأم غوس باراد أمام ديفون ويركهيسير وليندساي شو عامي 2006 و2007. وفي خريف عام 2009، وقام بتمثيل دور البطولة في فيلم النمط الحر بدور «كال براينت»، أمام ساندرا إتشيفيريا وماديسن بتيس، وظهر في عرض شبكة سي دبليو التلفريونية الجديد «الحياة الجميلة» مع سارة باكستون وميشا بارتون. أيضًا في عام 2009، وقام بالأداء الصوتي في ما بعد كل الحدود ، كما ظهر في برنامج «الترفيه الليلة» (بالإنجليزية: Entertainment Tonight)، وأيضا «برنامج الصباح مع مايك وجولييت».

### 2012-2010
وفي الآونة الأخيرة، يلعب كوربن بلو دور البطولة في مسرحية برودواي الموسيقية «في المرتفعات» في عام 2010. قام بلو بتمثيل بدور «خافيير برلين»، في إحدى حلقات المسلسل التلفزيوني «الزوجة الصالحة»، أمام جوليانا مارغوليس، في أكتوبر 2010. قام كوربن أيضًا في بطولة كوميدية قصيرة في فيلم أنا مدين حياتي لكوربن بلو في سنة 2010 ، وقام بالأداء الصوتي في المحرك الصغير التي يمكن أن في عام 2010. وفي عام 2011 أستضاف كوربن بجانب المغنية العالمية نيكول شيرزينغر في برنامج اكس فاكتور الأمريكية. وقام ببطولة ايميت في الفيلم الرعب مخيف أو يموت في عام 2012. وأيضا قام ببطولة ماكي في الفيلم الدرامي رينيه في عام 2012 أمام كات دينيغس.
وفي شهر أبريل من عام 2012، قام كوربن بلو بدور البطولة يسوع، في مسرحية برودواي الموسيقية "(بالإنجليزية: Godspell)". وأيضًا في عام 2012، وقام بلو بتمثيل في حلقة واحدة بدور «ضابط الشرطة»، في المسلسل التلفزيوني «الدماء الزرقاء».

### 2014-2013
وفي شهر مارس من عام 2013، قام بلو بالدور الرئيسي «جيفري كينغ» في مسلسل الأوبرا الصابونية حياة واحدة للعيش. وأيضًا في عام 2013، قام بلو بتمثيل في حلقة واحدة بدور «جوردان»، في المسلسل التلفزيوني الكوميدي «فرانكلين وباش». وأيضًا قام ببطولة سكيتش في الفيلم الدرامي السكر في عام 2013. وفي 4 سبتمبر من عام 2013 أنضم كوربن في موسم السابع عشر من برنامج المسابقات الأمريكية رقص النجوم. وقال كوربن سوف يكون في شراكه مع الراقصة المحترفة كارينا سميرنوف  التي فازت في الموسم الثالث عشر مع جوزيه رينيه مارتينيز. وفي نهاية الموسم احتل كوربن مع الراقصة كارينا سميرنوف المرتبة الثانية. في عام 2013 قام ببطولة كاتفيش في الفيلم الرعب The Monkey's Paw أمام ستيفن لانغ، تشارلز س. دوتون. في عام 2014، قام بلو بتمثيل في حلقة واحدة بدور «لوثر»، في المسلسل التلفزيوني الكوميدي «سايك». وفي نفس السنة قام بلو بتمثيل في مسلسل دروب ديد ديفا. وفي عام 2014 قام بلو بدور شخصية «ستيف» في فيلم الرعب ممرضة ثري دي من إنتاج شركة «يونزجيت» في عام 2014.

### 2015–إلى الآن
في عام 2015، قام بلو بتمثيل دور البطولة في فيلم Megachurch Murder بدور «ماركوس كينغ»، أمام الممثلة شانيكا نولز. وفي نفس العام قام بتقديم برنامج المسابقات Fake Off، على قناة «ترو تي في». وفي نفس العام قام كوربن بلو بدور البطولة «آرون»، في مسرحية The Human Race الموسيقية "The Family Shots". في 8 فبراير عام 2016، قام بلو بتمثيل في حلقة واحدة بدور «هونتر»، في المسلسل التلفزيوني الكوميدي «كاسل» ، وقد ظهر كضيف شرف في حلقة واحدة من المسلسل التلفزيوني ذا فوسترز، حيث لعب دور «ميركوتيو» أمام الممثلات تيري بولو، مايا ميتشيل. وفي خريف 2016 سيؤدي دور «أوفيد» في فيلم الدرامي Ovid and the Art of Love الذي أنتجته شركة "Lowland Pictures"، تدور أحداث الفيلم في مدينة ديترويت في ولاية ميشيغان الأمريكية. أمام جون سافيج والممثلة تمارا فيلدمان، والفيلم من إخراج إسيم فون هوفمان.
وفي 1 سبتمبر 2016، قام كوربن بلو بدور البطولة «تيد»، في المسرح الموسيقي في برودواي، مسرحية Holiday Inn.

## مشواره الموسيقى

### جانب آخر

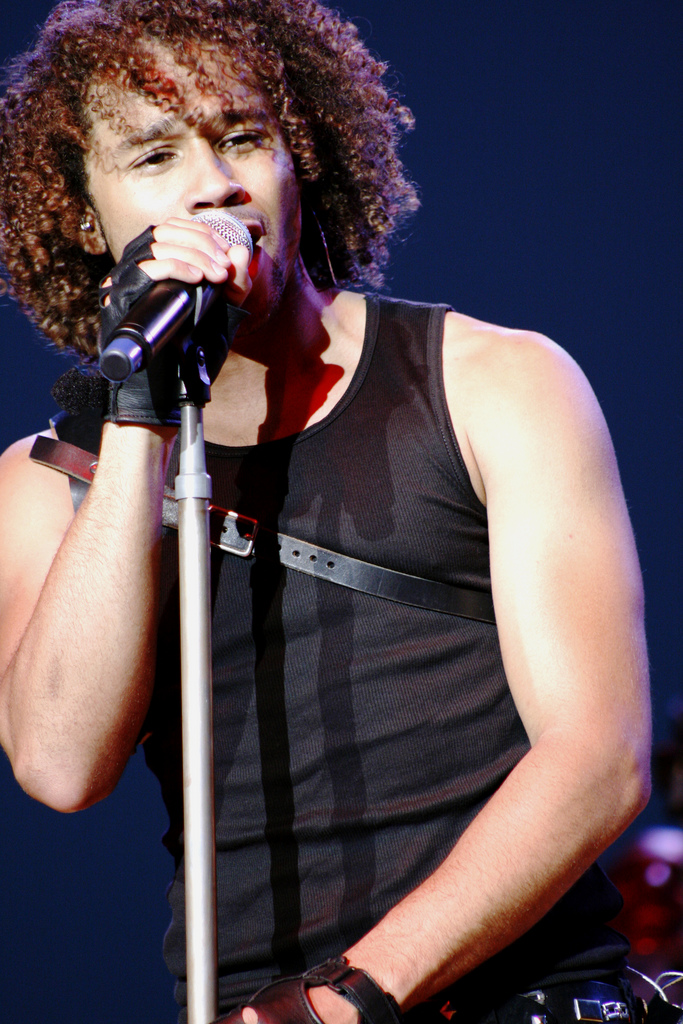
كوربن بلو في أغسطس 2008.

بدأ بلو مشواره كمغني، بتوقيعه عقدًا مع "تسجيلات هوليوود"، وهي العلامة التي تملكها ديزني، وأصدر أول ألبوماته جانب آخر في مايو 2007 ، الذي وصل إلى المرتبة الـ 36 على قائمة أعلى 200 ألبوم، وبيع منه 18,000 نسخة في أسبوعه الأول. شارك كوربن المغني الناجح ني-يو في أغنية "أصبحت وحيدًا"، كما شارك غيره من الفنانين مثل ماثيو جيرارد وإريك هدسون. عرض أول فيديو لأغانيه "إدفع به للنهاية" للمرة الأولى على قناة ديزني، للدعاية لفيلم جامب إن! الذي لعب بلو بطولته. وصلت أغنية "إدفع به للنهاية" إلى أول عشرين أغنية في قائمة أعلى 100 أغنية ، وبلغت ذروتها بوصولها للمرتبة الـ 15. شارك بلو مع زملائه الآخرين في هاي سكول ميوزيكال في جولة موسيقية من أواخر نوفمبر 2006 إلى أواخر يناير 2007 في "حفلة: هاي سكول ميوزيكال ، والتي جالت في نحو 40 مدينة مختلفة. وللترويج لألبومه الأول، قام بلو بالغناء في جولة العيد التالي، مع 78فيوليت ودريك بيل وبيانكا رايان. في ألبوم "جانب آخر"، كتب وشارك في كتابته خمسة من أغنيات ألبومه الإثنا عشر ، كما كتب أيضًا أغنيتين إضافيتين ظهرتا في النسخة الأوروبية، أحدها بعنوان "تخلص منه"، وهي قصيدة للموسيقي "برينس".

### سرعة الضوء
في مقابلة أجراها مؤخرًا مع مجلة بيلبورد ، أعلن بلو أنه قد بدأ العمل على ألبومه التالي، وقال بلو: 
| كوربن بلو | ستكون هناك الكثير من الاختلافات مع الألبوم الثاني. أولاً وقبل كل شيء، سيكون أكثر خصوصية، لقد شاركت في كل جانب من جوانب الكتابة. أما بالنسبة لاتجاهه الموسيقى، فهو مختلف تمامًا. أردت أن يضم هذا الألبوم قليلاً من الروك، والريثم والبلوز وموسيقى البوب. | كوربن بلو |

شارك المنتج «إريك هدسون» في معظم الألبوم، بالاشتراك مع مؤلف الأغاني «كلود كيلي». أدى بلو بعض الأغاني غير مسجلة مثل «إغلاق» و«بكل ما يلزم» و«بطل»، في جولته الغنائية الصيفية مع المغني والممثل «جوستن شتاين» ، ومن المتوقع أن تظهر تلك الأغاني في ألبومه سرعة الضوء، الذي كان من المقرر صدوره في 10 مارس 2009 عن طريق تسجيلات هوليوود. في البداية، فشل الألبوم في الظهور ضمن قائمة أحسن 200 ألبوم ، ووفقًا لبعض المصادر، فإن الألبوم باع أقل من 4,000 في أسبوعه الأول، بالرغم من الترويج له في ماي سبيس. تم تصوير أغنيتي «احتفال أنت» و«لحظات هامة» للترويج للألبوم.

## اهتماماته الخاصة

### أنشطة أخرى
| يخطط كوربن بالألتحاق إلى الكلية عندما يحصل على فرصة. وقال بلو: أنه أنقبل في "كلية بيتزر"، و"جامعة هوفسترا"، وأيضًا "جامعة ستانفورد". |
| —ولسنوات عديدة كان يريد أن يصبح طبيباً                                                                                               |

شارك كوربن في العديد من مشاريع المؤسسات الخيرية مثل مستشفى سانت جود لأبحاث الأطفال ومؤسسة لايت ستار للأطفال ومؤسسة ميك ويش. كما شارك في إعداد وجبة عشاء عيد الشكر وغداء عشية عيد الميلاد في ملجأ لوس أنجلوس للمشردين في عام 2008 مع ديبي رايان. في عام 2008 بلغت ثروة كوربن بلو نحو (خمسة ملايين $) ، وفي عام 2013 بلغت ثروة كوربن بلو نحو (عشرة ملايين $). وفي عام 2016 بلغت ثروة كوربن بلو نحو (أربعة ملايين $).
في عام 2013 كشف الممثل كوربن بلو في حوار حصري لمجلّة (بالإنجليزية: Glamoholic) الأمريكية، عن أنه كان قد تعرّض للتنمّر خلال سنوات الدراسة الثانوية، وأن وجود دعم عائلته ساعده على تجاوز هذه الأزمة التي يعاني منها الكثير من طلاب المدارس حول العالم. التنمّر سيكون محور فيلم كوربن المقبل بعنوان The Day I Died، وقد بدأ فريق الفيلم بجمع التبرعات ضمن حملة لمحاربة ظاهرة التنمّر التي أدت بالكثير من المراهقين للانتحار في العام الأخير بالولايات المتحدة. وفي نفس العام كوربن تحدّث في الحوار الذي أجراه مع الإعلامي بشّار زيدان عن تجربته في الموسم الأخير من برنامج المسابقات الأمريكية «رقص النجوم» بنسخته الأمريكية، إلى جانب أدواره التمثيلية الأخيرة. يذكر أن كوربن كان قد بدأ التمثيل منذ طفولته، وحظي بشهرة كبيرة بعد المشاركة في سلسلة أفلام ديزني الشهيرة «هاي سكول ميوزيكال». في يناير عام 2016 استُضيف كوربن بلو مع زملائه نجوم سلسلة أفلام ديزني الشهيرة «هاي سكول ميوزيكال»، فانيسا هادجنز، آشلي تيسديل، لوكاس غرابيل، مونيك كولمان في مقر تصوير الفيلم في أستديوهات والت ديزني ليحتفلوا بالذكرى العاشرة لإصدار الفيلم عام 2006.

### حياته الخاصة

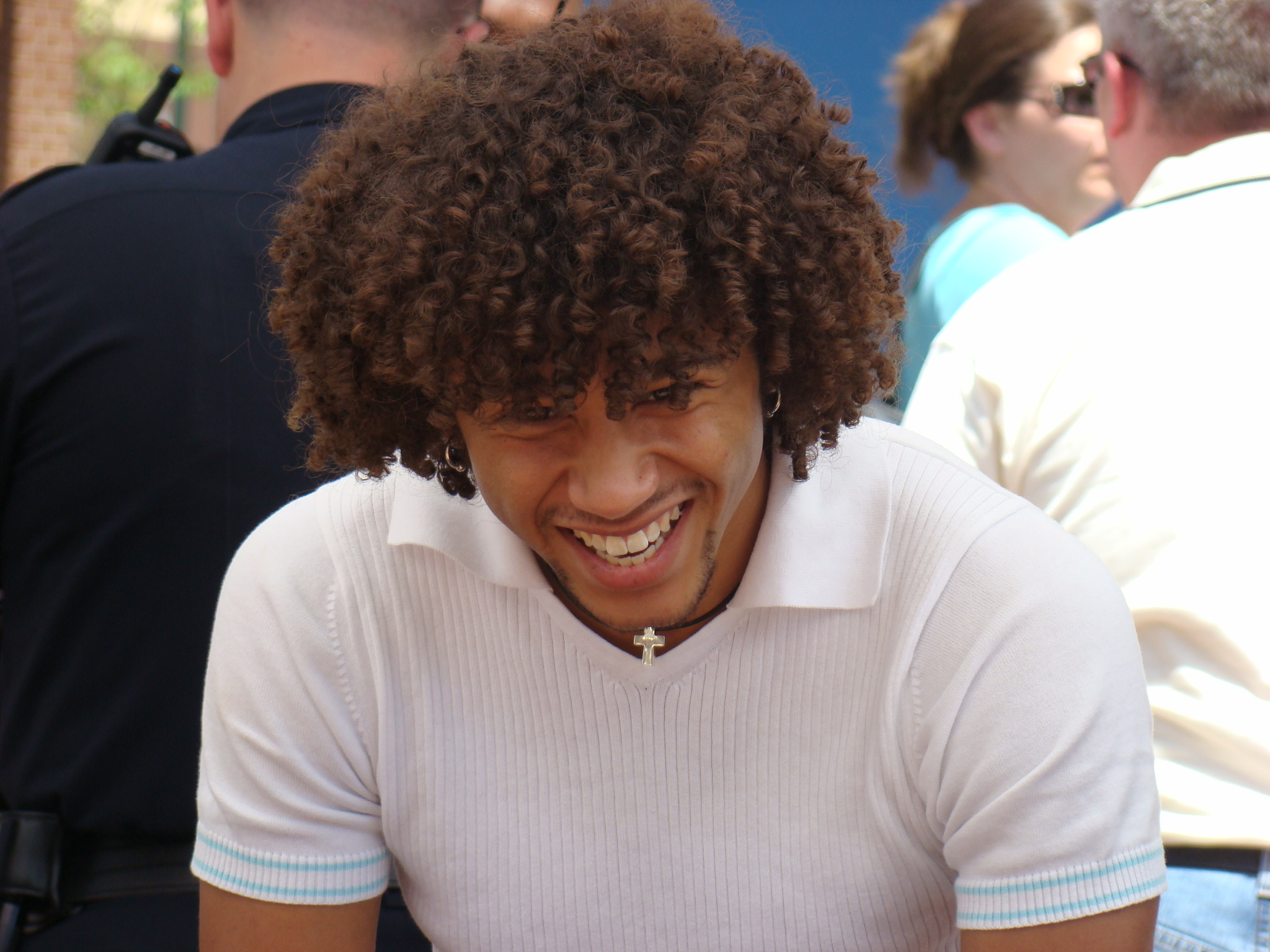
كوربن بلو في أكتوبر 2007.

يفضّل كوربن ارتداء ملابس من تصميم «دون إد هاردي» ودولشي أند غابانا و«بنجوين»، والأحذية الرياضية من ماركة نايكي. كوربن بلو من أشد المعجبين بفريق لوس أنجلوس ليكرز لكرة السلة. ويفضّل أيضاً هاتف آي فون. والممثلات المفضلة لديه جينيفر غارنر وأنجلينا جولي. وأفضل مغني لديه الراحل مايكل جاكسون. وكتابه المفضل هو غاتسبي العظيم. وقد ظهر في اثنين من أعلى ثلاثة أفلام قناة ديزني تصنيفاً: هاي سكول ميوزيكال في عام 2006 وجامب إن! في عام 2007. وأفضل أصدقائه فانيسا هادجنز وزاك إيفرون وآشلي تيسدال. وهو أبن الممثل ديفيد رايفرز ولديه ثلاثة شقيقات أصغر منه سناً. وهو يحب الحيوانات والحيوان المفضل لديه هو النمر. ويُفضل كوربن شكولاتة تويكس. ومن آلاته الموسيقية المتميزة البيانو. بدأ يأخذ دروساً في الرقص وهو عمره عامين. وهو انطباعي وموهوب. ويفضل سيارة فورد موستانغ. ويقال أن لديه فورد موستانغ شيلبي موديل 2010، لونها ما بين الأسود والذهبي. وهو أفضل صديق للمصور العالمي «مارك بلاكويل».
وفي عام 2011، التقى كوربن بلو بالممثلة الكندية ساشا كليمنتس، في حلبة سباق الخيل «كأس المربين» في مسقط رأسها في كندا ، وثم تواعدا ، وأصبحت أيضا صديقة لشقيقته هنتر. وفي عام سبتمبر 2013، تم ألتقاط صورة لكوربن وهو خارج من سيارته شيفروليه كمارو أس أس موديل 2013، لونها أحمر. وكما قال كوربن وهو يفضل السيارات الأمريكية من تصميم بلدته. في 15 أكتوبر عام 2014 طلب كوربن بلو، الزواج من حبيبته الممثلة الكندية ساشا كليمنتس في ديزني لاند في أورلاندو بولاية فلوريدا. في 23 يوليو عام 2016 تزوج كوربن بلو من الممثلة ساشا كليمنتس يوم السبت في سانتا باربارا-كاليفورنيا. ووصف كوربن بلو زواجه من ساشا كليمنتس بأنه أفضل لحظة في حياته.

## السيرة الفنية
| السنة     | التلفزيون                                                  | بالإنجليزية                                       | الدور                       | ملاحظات        |
| --------- | ---------------------------------------------------------- | ------------------------------------------------- | --------------------------- | -------------- |
| 1996      | هاي إنسيدنت                                                | High Incident                                     | نفسه                        | دور حالي       |
| 1996      | إي آر                                                      | ER                                                | الفتى الصغير                | حلقة واحدة     |
| 1998      | مالكولم وإيدي                                              | Malcolm & Eddie                                   | ماثيو                       | حلقة واحدة     |
| 2000      | قم بتأميني: قصة حقيقية عن أسرة في مكتب التحقيقات الفيدرالي | Cover Me: Based on the True Life of an FBI Family | نيك إلدربي                  | حلقة واحدة     |
| 2001-2002 | برنامج أماندا                                              | The Amanda Show                                   | راسل كارتر                  | حلقتان         |
| 2005-2007 | سقوط الرحلة 29                                             | Flight 29 Down                                    | ناثان مكهيو                 | شخصية رئيسية   |
| 2006-2007 | دليل نيد المدرسي غير المصنف للبقاء                         | Ned's Declassified School Survival Guide          | سبنسر                       | حلقتان         |
| 2006-2008 | هانا مونتانا                                               | Hannah Montana                                    | جوني كولينز                 | حلقتان         |
| 2007      | عرض الأم غوس                                               | Mother Goose Parade                               | جراند مارشال                | بالدور الرئيسي |
| 2008-2009 | فينياس وفيرب                                               | Phineas and Ferb                                  | صوت شخصية: كولتراين         | حلقتان         |
| 2008-2009 | الحياة الجميلة                                             | The Beautiful Life: TBL                           | أيزاك                       | شخصية رئيسية   |
| 2010      | الزوجة الصالحة                                             | The Good Wife                                     | جاي هوك/دي جاي خافيير برلين | حلقة واحدة     |
| 2012      | الدماء الزرقاء                                             | Blue Bloods                                       | ضابط الشرطة                 | حلقة واحدة     |
| 2013      | حياة واحدة للعيش                                           | One Life to Live                                  | جيفري كينغ                  | شخصية رئيسية   |
| 2013      | فرانكلين وباش                                              | Franklin and Bash                                 | جوردان                      | حلقة واحدة     |
| 2013      | رقص النجوم                                                 | Dancing with the Stars                            | نفسه                        | بالدور الرئيسي |
| 2014      | سايك                                                       | Psych                                             | لوثر                        | حلقة واحدة     |
| 2014      | دروب ديد ديفا                                              | Drop Dead Diva                                    | مايكل دونالدسون             | حلقتان         |
| 2015      | فاك أوف                                                    | Fake Off                                          | نفسه                        | مقدم           |
| 2016      | كاسل                                                       | Castle                                            | هونتر                       | حلقة واحدة     |
| 2016      | ذا فوسترز                                                  | The Fosters                                       | ميركوتيو                    | حلقة واحدة     |

| السنة | الفيلم                          | بالإنجليزية                        | الدور                                                    | ملاحظات                     |
| ----- | ------------------------------- | ---------------------------------- | -------------------------------------------------------- | --------------------------- |
| 1996  | الجندي                          | Soldier                            | جوني                                                     | مظهر                        |
| 1996  | فيلم الشاطئ                     | Beach Movie                        | الطفل                                                    | مظهر                        |
| 1999  | شجرة العائلة                    | Family Tree                        | ريكي                                                     | بالدور الرئيسي              |
| 1999  | الرجال الغامضون                 | Mystery Men                        | بوتش                                                     | مظهر                        |
| 1999  | البحث في المجرة                 | Galaxy Quest                       | الولد تومي                                               | مظهر                        |
| 2004  | أمسك هذا الولد                  | Catch That Kid                     | أوستن                                                    | بالدور الرئيسي              |
| 2006  | هاي سكول ميوزيكال               | High School Musical                | تشاد دانفورث                                             | قدمت للتلفزيون (قناة ديزني) |
| 2007  | سر القرع السحري                 | The Secret of the Magic Gourd      | صوت شخصية: القرع السحري                                  | بالدور الرئيسي              |
| 2007  | جامب إن!                        | Jump In!                           | إيزادور "ايزي" دانييلز                                   | قدمت للتلفزيون (قناة ديزني) |
| 2007  | هاي سكول ميوزيكال 2             | High School Musical 2              | تشاد دانفورث                                             | قدمت للتلفزيون (قناة ديزني) |
| 2008  | هاي سكول ميوزيكال 3: سينيور يير | High School Musical 3: Senior Year | تشاد دانفورث                                             | قدمت للتلفزيون (قناة ديزني) |
| 2009  | النمط الحر                      | Free Style                         | كال براينت                                               | بالدور الرئيسي              |
| 2009  | تجاوزت كل الحدود                | Beyond All Boundaries              | صوت شخصية: إدي جورج روبنسون صوت شخصية: الرقيب. دان ليفين | (فيلم قصير)                 |
| 2010  | أنا مدين حياتي لكوربن بلو       | I Owe My Life to Corbin Bleu       | كوربن بلو                                                | (فيلم قصير)                 |
| 2010  | المحرك الصغير التي يمكن أن      | The Little Engine That Could       | صوت شخصية: لو                                            | بالدور الرئيسي              |
| 2010  | سقوط الرحلة 29: فندق تانجو      | Flight 29 Down: The Hotel Tango    | ناثان ماكهيو                                             | بالدور الرئيسي              |
| 2011  | وميض الأصابع                    | Twinkle Toes                       | درو                                                      | بالدور الرئيسي              |
| 2012  | مخيف أو يموت                    | Scary or Die                       | ايميت                                                    | بالدور الرئيسي              |
| 2012  | رينيه                           | Renee                              | ماكي                                                     | بالدور الرئيسي              |
| 2013  | القرد باو                       | The Monkey's Paw                   | كاتفيش                                                   | بالدور الرئيسي              |
| 2013  | السكر                           | Sugar                              | سكيتش                                                    | بالدور الرئيسي              |
| 2014  | ممرضة ثري دي                    | Nurse 3D                           | ستيف                                                     | بالدور الرئيسي              |
| 2015  | ميغاكروش موردير                 | Megachurch Murder                  | ماركوس كينغ                                              | بالدور الرئيسي              |
| 2016  | أوفيد آند ذا آرت أوف لوف        | Ovid and the Art of Love           | أوفيد                                                    | بالدور الرئيسي              |

| السنة | إنتاج        | بالإنجليزية  | الدور           | ملاحظات |
| ----- | ------------ | ------------ | --------------- | ------- |
| 2008  | النمط الحر   | Free Style   | إنتاج الفيلم    | فيلم    |
| 2012  | مخيف أو يموت | Scary or Die | المنتج التنفيذي | فيلم    |

| السنة | العنوان             | بالإنجليزية    | الدور  | ملاحظات             |
| ----- | ------------------- | -------------- | ------ | ------------------- |
| 2010  | في المرتفعات        | In the Heights | يسنافي | مسرح برودواي        |
| 2012  | مسرح غودسبيل        | Godspell       | يسوع   | مسرح برودواي        |
| 2015  | مسرح ذا فاميلي شوتس | Family Shots   | آرون   | مسرح The Human Race |
| 2016  | هوليداي إن          | Holiday Inn    | تيد    | مسرح برودواي        |

## ديسكوغرافيا

### الموسيقى التصويرية
- 2006 (ألبوم هاي سكول ميوزيكال): فيلم هاي سكول ميوزيكال
- 2007 (إدفع به للنهاية): فيلم جامب إن!
- 2007 (ألبوم هاي سكول ميوزيكال 2): فيلم هاي سكول ميوزيكال 2
- 2008 (ألبوم هاي سكول ميوزيكال 3: سينيور يير): فيلم هاي سكول ميوزيكال 3: سينيور يير
- 2008 (سوف نأتي للاحتفال): فيلم «قصص قبل النوم»
- 2008 (أعد تشغيله): فيلم «يقارنون»

### الألبومات
- 2007 (جانب آخر): بوب، بوب الشباب، بوب الرقص
- 2009 (سرعة الضوء): بوب، بوب الشباب، راب

### أغاني اشترك بها
- 2007 (لا يزال هناك بالنسبة لي): مع (فانيسا هادجنز) في البومه الأول جانب آخر.
- 2007 (أنا لا أرقص): مع (لوكاس غرابيل)
- 2008 (لقد عاد الشباب): مع (زاك إيفرون)
- 2009 (إذا كنا الفيلم): مع (مايلي سايرس)

### ألبومات جماعية
- 2006 (سقوط الرحلة 29): الأغنية: دوائر
- 2007 (ديزني مانيا): الأغنية: عالمين
- 2007 (بيتي القبيحة): الأغنية: سنصبح رئيساْ في اللعبة
- 2007 (قناة ديزني للعطلات): الأغنية: هذا عيد الميلاد
- 2009 (قناة ديزني التشغيل): الأغنية: تشغيل وعودة مرة أخرى

## الجوائز والترشيحات
| السنة | الجائزة                                | الفئة                                                                | النتيجة | الرابط |
| ----- | -------------------------------------- | -------------------------------------------------------------------- | ------- | ------ |
| 2005  | "لوس انجليس هاي سكول"                  | "مسرح الطلاب في السنة"                                               | فازَ بها | [ 90 ] |
| 2006  | "أغنية السنة الجديدة، لونج بول - ثون!" | "أفضل وأفضل شعر مع ممارسة البولينج"                                  | فازَ بها | [ 91 ] |
| 2006  | "جائزة إيمي"                           | "أفضل نجم رجل بسلسلة منتظمة"                                         | فازَ بها | [ 92 ] |
| 2006  | "جوائز NAACP Image"                    | "المتفوق من الشباب: ممثل"                                            | رُشحت له | [ 92 ] |
| 2007  | "جوائز NAACP Image"                    | "الأداء المتميز في برنامج الشباب"                                    | رُشحت له | [ 93 ] |
| 2007  | "جائزة الفنان الشاب"                   | "أفضل أداء في فيلم تلفزيوني، مسلسل قصير أو الخاصة (كوميدي أو دراما)" | رُشحت له | [ 94 ] |
| 2007  | "جائزة بوب تاستيك!"                    | "أفضل رجل مغني"                                                      | فازَ بها | [ 95 ] |
| 2007  | "جائزة بوب تاستيك!"                    | "أفضل فيديو كليب: دفع به إلى أقصى حد"                                | رُشحت له | [ 95 ] |
| 2007  | "جائزة بوب تاستيك!"                    | "أفضل أغنية: دفع به إلى أقصى حد"                                     | رُشحت له | [ 95 ] |
| 2007  | "جائزة بوب تاستيك!"                    | "أفضل ممثل تلفزيوني"                                                 | رُشحت له | [ 95 ] |
| 2007  | "جائزة بوب تاستيك!"                    | "أفضل ألبوم جانب آخر"                                                | رُشحت له | [ 95 ] |
| 2007  | "جائزة بوب تاستيك!"                    | "أفضل رجل محبوب"                                                     | رُشحت له | [ 95 ] |
| 2007  | "جائزة بوب تاستيك!"                    | "يريد معظم اللقاء"                                                   | رُشحت له | [ 95 ] |
| 2007  | "جائزة إيمي"                           | "أفضل نجم رجل بسلسلة منتظمة"                                         | فازَ بها | [ 92 ] |
| 2008  | "جائزة إيمي"                           | "أفضل نجم رجل بسلسلة منتظمة"                                         | فازَ بها | [ 92 ] |
| 2008  | "جوائز NAACP Image"                    | "المتفوق في السينما"                                                 | رُشحت له | [ 92 ] |
| 2009  | "جوائز اختيار المراهقين"               | "اختيار ممثل الفيلم: موسيقى / الرقص"                                 | رُشحت له | [ 96 ] |
| 2010  | "جائزة غرامي"                          | "أفضل موسيقي في مسرحية في المرتفعات"                                 | فازَ بها | [ 92 ] |